# Bozdag
Bozdag (azerski: Bozdağ silsiləsi, Qocaşen-Göyçay silsiləsi, ruski: Боздаг) je planinski lanac u Azerbajdžanu. Administrativno pripada Gejgeljskom i Geranbojskom rajonu. Bozdag je četvrti paralelni planinski lanac na južnog padini Velikoga Kavkaza. Najviši vrh iznosi 524,4 metara. 

## Etimologija
Ime Bozdağ dolazi od azerskog boz (siva) i dağ (planina).

## Zemljopis
Bozdag se prostire paralelno s Glavnim kavkaskim lancem. Bozdag se prostire od rijeke Gjandžačaj do sela Hanabad (azerski: Xanabad) u Jevlaškome rajonu, tj. oko 60 km. Prije izgradnje Hidroelektrane Mingečaur, rijeka Kura je sjekla Bozdag i izlazila na Kura-araskoj nizini, pri tome stvarajući na ovome mjestu duboku jarugu koja je u literaturi poznata pod nazivom „Mingečaurski vrat“ (ruski: Мингечаурская горловина). Većinski se nalazi na desnoj obali rijeke Kure koja siječe istočni dio ovog planinskog lanca. Sjeverni obronci imaju strmine pod kutovima 20 – 60° te su u potpunosti prekriveni smrekom. Bozdag je s tri strane okružen niskom dolinom Širvanske stepe. Na jugu graniči s Mingečaurskim jezerom.
Godine 1958. na padinama Bozdaga organiziran je Turiančajski rezervat.

## Geologija
U tektonskome pogledu, Bozdag u cjelini predstavlja antiklinalni nabor koji se odnosi na presavijenu zonu, a razvio se u neogenu na sjeveroistočnoj periferiji Malog Kavkaza. U predjelu Bozdaga otkriven je dio koji prekriva sedimente apšeronskog i akčagiljskog sloja.